# Pavetta subcapitata
Pavetta subcapitata är en måreväxtart som beskrevs av Joseph Dalton Hooker. Pavetta subcapitata ingår i släktet Pavetta och familjen måreväxter. Inga underarter finns listade i Catalogue of Life.